# Chuang Chi-tai
Chuang Chi-tai (auch Zhuang Qitai; * 13. März 1909 in Juxian, Shandong; † 2. September 1998 in Peking) war ein chinesischer Mathematiker.
Chuang Chi-tai studierte an der Tsinghua-Universität, unter anderem bei Hiong King-lai. Von 1936 bis 1939 war er in Paris, wo er bei Georges Valiron promovierte. Anschließend kehrte er nach China zurück und war Professor an der Yunnan-Universität. Ab 1946 war er Professor an der Peking-Universität.
Chuang arbeitete hauptsächlich auf dem Gebiet der Funktionentheorie, insbesondere der Nevanlinnaschen Wertverteilungstheorie. Ein von Nevanlinna gestelltes Problem war hier, ob der zweite Hauptsatz der Nevanlinna-Theorie auch dann richtig bleibt, wenn die dort auftretenden Konstanten {\displaystyle a_{1},\dots ,a_{q}} durch Funktionen ersetzt werden, die langsamer als die betrachtete Funktion {\displaystyle f} wachsen. Chuang konnte 1964 zeigen, dass dies für ganze Funktionen {\displaystyle f} gilt. Für meromorphes {\displaystyle f} wurde dies erst 1986 von Steinmetz gezeigt. Auch eine bekannte Abschätzung der Nevanlinna-Charakteristik einer meromorphen Funktion durch die ihrer Ableitung geht auf Chuang zurück. Weitere Themen, mit denen er sich befasste, waren normale Familien, Julia- und Borelrichtungen und Differentialpolynome.